# Успенский, Пётр Демьянович
Пётр Демья́нович Успе́нский (5 (19) марта 1878, Москва — 2 октября 1947 года, Лайн-плейс, Суррей, Англия — русский
, эзотерик-исследователь, путешественник, известный в дореволюционной России и Англии журналист и автор оккультно-публицистических работ (синтез науки и эзотерики), математик по образованию. Проявлял интерес к метафизическим идеям Четвёртого пути, применяя научно-аналитический подход к изучению идей современного ему тогда Нео-мистицизма.

## Краткая биография
Родился в семье разночинцев. После окончания общей гимназии получил математическое образование. В 1907 году, работая журналистом в московской газете «Утро», увлекся теософией. С этого времени сотрудничал с различными изданиями, выступал с публичными лекциями в Москве и Петербурге. В 1908 году будучи редактором московской «Новой газеты» предпринял журналистскую поездку на Восток в поисках мистических откровений. Посетив в Индии йогов, пришёл к выводу, что оккультная мудрость заключается в активной деятельности, а не в созерцании. С 1914 по 1915 год был автором и издателем ежедневной московской газеты «Новь».
К тридцати пяти годам он был уже профессионально сформированным искателем новых идей Мистицизма того времени, имевшим и свои позиции и публикации в газетах, журналах и книгах.

## Мистицизм в России (1901—1908)
В России начала XX века безраздельно властвовало не только самодержавие, но и церковная цензура, распространявшаяся на все сферы жизнедеятельности россиян того времени, из-за чего изучать что-то новое, особенно в области мистики, традиционно относимой к сфере церкви, было проблематично. Несмотря на то, что первые стихийные кружки нео-мистицизма (теософии) стали появляться в Российской Империи с 1901 года, их деятельность и литература всё ещё негласно оставались под запретом. Хотя к изучению нео-мистицизма проявляли интерес не только интеллигентская публика того времени, но и целый ряд церковных иерархов. К примеру, стихийное Смоленское Теософское Общество носило ярко выраженный православный патриотический характер.
В 1907 году были проведены 3 съезда теософов: в Москве, Киеве и Санкт-Петербурге, где было принято решение о необходимости легализации Русского Теософского Общества. В целях борьбы с «духовными конкурентами», 25 апреля 1908 года своим декретом святейший Синод запретил православным иерархам участвовать в деятельности или поддерживать подобные общества, заклеймив их «зловредным оккультизмом», несовместимым с православным христианством. Однако светские власти проявили куда большую либеральность.
Невзирая на извечный консерватизм церкви, 30 сентября 1908 года они зарегистрировали Российское Теософское Общество в реестре обществ Санкт-Петербурга. С этого момента нео-мистицизм в России приобрёл статус официально разрешенного. Начался бум публикаций, лекций, семинаров и тренингов. В Москву потянулись «духовные учители» по йоге, теософии, оккультизму, магии, экстрасенсорике и различным восточным системам. Издавались книги по астрологии, нумерологии, картам Таро, развитию ясновидения, гипнозу, целительству, духовному преображению и саморазвитию.

## Искатель Сокровенного
Коренной москвич, журналист и искатель здравых эзо-знаний П. Д. Успенский был одним из тех, кто пытался как-то разобраться во всём многообразии часто противоречивой тогдашней «новой оккультной литературы», отделив, так сказать, «зёрна от плевел». Своё понимание всего того здравого, что можно было извлечь из новой New-Age литературы, он публиковал в небольших по объёму тематических брошюрах.
Не претендуя на роль «духовного или мистического Учителя», Успенский позиционировал себя как независимого исследователя темы эзотеризма. Изучив множество книг по новому Мистицизму, к 1914 году готовит черновик книги «Новой модели вселенной», которую благодарные читатели позже назовут не иначе как энциклопедией оккультных идей того времени. Благодаря проделанным литературным изысканиям, Успенский обладал широким кругозором и необычайной компетентностью в эзо-концепциях своего времени.
Будучи автором семи трудов «по здравому пониманию» актуальных тогда теософии и оккультизма (пять из которых им уже было опубликовано), Успенский предпринял ряд экспедиций по Европе и Востоку с целью поиска новых эзотерических знаний. Результатами этих путешествий он планировал поделиться с заинтересованной публикой и дополнить свою готовящуюся к публикации «Энциклопедию». С этой целью в феврале и марте 1915 г. в Александровском зале Санкт-Петербурга он прочёл две публичные лекции по тенденциям тогдашнего Мистицизма, обнаруженным им в путешествиях по Востоку. Они назывались «В поисках чудесного» и «Проблема смерти». На лекции пришло в общей сложности более 1000 человек, благодаря чему Успенский решил повторить их в Москве.

## Встреча с Гурджиевым
После также имевших успех московских лекций, Успенский был дважды настойчиво приглашён на встречу с неким господином Г., также увлекающимся вопросами Четвёртого измерения и ведущим соответствующую группу. Поначалу Успенский отклонил эти предложения, так как не питал никаких иллюзий относительно известного в то время «низкого качества» мистических групп обеих столиц. Однако спустя короткое время один из новых знакомцев (скульптор Сергей Меркуров — родственник Гурджиева), вновь подошёл к Успенскому и, зная интересы последнего, предложил ему уже не просто встретиться с Гурджиевым, а пробно ознакомиться с «несколькими неизвестными эзо-идеями», причём на нейтральной территории — в кафе.
В апреле 1915 г. Успенский прибыл на назначенную встречу. Гурджиев был одет в странную (не по сезону) одежду и было видно, что, пытаясь произвести впечатление, он явно переборщил. К встрече Гурджиев подготовился заранее, ознакомившись с уже опубликованными книгами Успенского и составив по ним представление о том, какие вопросы волнуют его собеседника. И лишь новые оригинальные ответы Гурджиева на интересные Успенскому вопросы мистицизма позволили последнему не сразу уйти с почти провалившейся первой встречи. После этой встречи в кафе Гурджиев пригласил Успенского посетить другую встречу — с его учебной группой. По дороге в группу Успенский про себя отметил явные противоречия в повествованиях Гурджиева, но ничего не сказал вслух. Уровень плачевной организации гурджиевской работы сразу бросился в глаза Успенскому, когда он увидел «учеников» Гурджиева, в массе своей представлявших бессеребряную московскую интеллигенцию студентов и служащих (простецкую, незамысловатую, с большими молодёжными иллюзиями о жизни).
Успенскому зачитали первые главы гурджиевской рукописи «Проблеск истины», спросив его о возможности её публикации в какой-нибудь газете или журнале. Однако в излагаемой форме это практически было неосуществимо. Хотя, как выяснилось позже, именно для нужд литературной работы Гурджиев и приглашал к себе журналиста-мистика П. Д. Успенского.
Так на тридцать восьмом году жизни Успенский познакомился с оккультистом Г. Гурджиевым, утверждавшим, что разрабатывает принципиально новую практическую систему саморазвития человека.

## Сотрудничество
Позже, когда Гурджиев, не говоря об этом прямо, дал ему понять, что он принял бы его в ученики, опытный мистик Успенский, уже знавший (по своему опыту встреч с Мистиками Востока и Запада) общие правила «эзотерической работы», встречно предложил Гурджиеву условия своего потенциального сотрудничества: сохранять за собою право самостоятельной работы над лекциями ГИГа, так как над многими идеями Мистицизма того времени Успенский уже работал самолично более восьми лет (неоднократно публикуя свои изыскания).
Среди Мистиков (и до сих пор) консервативно превалирует лишь одна форма взаимоотношений «Ученик-учитель» (аналог формы «подчинённый — начальник»), а что такое сотрудничество многие из них не понимают вообще. Не понял этого и Гурджиев, настаивая на классической форме взаимоотношений. Не желая обострять спор, Успенский чуть изменил тематику дискуссии и высказал обоснованные сомнения как о сохранении им «тайны работы» (ибо о многих эзотерических идеях он уже писал ранее в своих книгах), так и относительно низкого качества «мистической работы» на материале бедной столичной интеллигенции. Он полагал, что если Гурджиев действительно нашёл на Востоке хотя бы обрывки эзо-знаний, то нужны и более серьёзные (состоявшиеся) люди и более прочная финансовая база. По сути Успенский встречно предложил Гурджиеву то, что сам умел делать хорошо — поднять организаторский уровень его групп (то, что по-современному называется хороший маркетинг). Этим Успенский позже и занялся (договорившись об особых правилах своего участия в «эзоработе Гурджиева») — привлекал в московскую группу зрелых и состоятельных людей (из числа своих многочисленных знакомых), а также привлёк подходящие кадры и сформировал (под Гурджиева) Санкт-Петербургскую «Группу искателей эзотерических Знаний».
Взяв с Успенского обещание не публиковать до поры до времени «особо тайные фрагменты», Гурджиев согласился на встречные условия, что характеризуют их отношения как партнёрские, а вовсе не как феодальные отношения «Учитель — ученик», которые приписывают им малокомпетентные историки. Именно паритетные отношения (как и безусловно обширная предварительная мист-подготовка) позволили строгому, принципиальному и щепетильному в деталях Успенскому быстро включиться в системную мист-работу взбалмошного «маэстро Г», а кроме того усилить её приводом новых, более подготовленных людей из своего круга. Сотрудничество поначалу был столь успешным, что Гурджиев спокойно оставлял недавно влившегося Успенского «за старшего», когда уезжал на занятия с другой группой (во второй столице России). Это говорит об особом статусе Успенского, фактически ставшего в 1915—1918 годы главным помощником и сподвижником Гурджиева в деле построения и обкатки новой практической Системы саморазвития человека.
Сразу после февральской революции 1917 г. по распоряжению Гурджиева, Успенский привёз из Петербурга и Москвы остатки групп в Ессентуки, где эзо-работа продолжилась. Однако осложнившиеся отношения между самими Гурджиевым и Успенским вынудили последнего покинуть группу. Успенский дистанцировался от Гурджиева из-за сползания их паритетных партнёрских отношений в сторону излишне жёсткой модели отношений «Учитель — ученик». Проще говоря, со временем Гурджиев всё более склонялся к роли «Начальника надо всеми подчинёнными». И те, кому это не нравилось, от него уходили (не только Успенский, но и многие другие).
Продолжая оставаться в Ессентуках, Успенский уже независимо работал над эзо-Системой. После окончательного отъезда Гурджиева к себе на родину в Тбилиси (с остатками сводной группы), в близлежащих к Ессентукам городах (Краснодаре и Ростове) Успенский уже самостоятельно собрал группы по изучению фрагментов эзо-Системы, не скрывая того факта, что обнаружены они были Гурджиевым.

## Эмиграция
В начале 1920 года с остатками предыдущих групп Успенский эмигрировал из объятой гражданской войной России в Константинополь, организовав и там работу по ознакомлению с «фрагментам эзо-Системы». Туда же вскоре приехала и новая тифлисская группа Гурджиева. Успенский, отошедший от Гурджиева ещё за 2 года до этого, хотя и был удивлён его появлению, но, следуя кодексу долга и чести, представил в своих группах Гурджиева как «первоисточник» (нашедший фрагменты), после чего передал ему Константинопольские группы.
В августе 1921 года Успенский переехал в Великобританию и поселился в Лондоне, где собрал новую группу мистически настроенных людей для изучения Системы «Четвертого пути», продолжая развивать и дошлифовывать её фрагменты. Он обработал их, переведя с разношерстного оккультно-магического, старо-христианского и восточно-иносказательного сленга Гурджиева (к тому же плохо, с сильным кавказским акцентом говорившего по-русски) на цивилизованно-литературный и психологический язык, которым Успенский владел в силу своего столичного воспитания и образования. Такая стилистически переработанная, систематизированная и дополненная разъясняющими комментариями Успенская версия «Фрагментов» стала психологической версией Системы.
В свою очередь Гурджиев также перебрался в Европу, но поселился во Франции, где он преподавал свои исходные (неотшлифованные) фрагменты «Системы» под брендом «Айда-йога или Путь хитреца». Наличие по сути двух версий Системы в кругах последователей породило сводное название «Учение Гурджиева-Успенского».
Гражданской женой Петра Успенского была София Григорьевна Волошина (в первом замужестве — Максименко): см.: The Gurdjieff Legacy Foundation Archives: Sophie (Sophia) Grigorievna Ouspensky (1878—1961)

## Разрыв отношений
Успенский сотрудничал с Гурджиевым вплоть до 1924 года, и несмотря на накопившиеся к 1918 году разногласия, и даже отход от Гурджиева (Ессентуки, 1918), в общей сложности за все совместные почти 9 лет проадминистрировал 7 групп «Четвёртого пути», 5 из которых сформировал самостоятельно.
Окончательный разрыв деловых отношений с Гурджиевым произошёл в январе 1924 года. И несмотря на то, что инициатором разрыва всё же был Гурджиев (вызвавший ПДУ из Лондона и «разнёсший его прилюдно» из-за статьи в лондонской газете), натерпевшийся за годы такого взрывного сотрудничества Успенский своим людям разрыв прокомментировал так: «В последнее время Гурджиев отказался от принципа грамотного выбора людей и их умелой подготовки к Работе; он стал принимать людей, не имеющих никакой подготовки, давать им власть, позволять им говорить о работе. Дабы спасти эзо-работу от загрязнений хотя бы в Лондоне, я вынужден прервать отношения с Г.».
С 1921 по 1941 год ПДУ вёл самостоятельную и независимую эзотерическую работу в Лондоне. Среди посещавших лекции П. Д. Успенского в Лондоне были известные писатели Бернард Шоу, Олдос Хаксли,Томас Элиот и другие.
В 1941 году Успенский, предвидя распространение Второй мировой войны на всю Европу, переехал в США, поселившись в Нью-Йорке. В 1942—1946 годах осуществлял групповую эзо-работу в Нью-Джерси.
Помимо организационно-административной деятельности, исходя из своего богатого литературно-журналистского опыта, Успенский взвалил на себя труд унификации и систематизации «фрагментов Четвёртого пути». Эта шлифовавшаяся три десятилетия Работа была впоследствии подвергнута цензуре самого Гурджиева и вышла в свет уже после смерти её автора (в 1949 с вдвое урезанным названием: «В поисках чудесного»).

## Отказ Системы
В последний год своей жизни (1947) Успенский внезапно вернулся из США в Великобританию. Словно предчувствуя свою кончину, он потребовал общего сбора всех своих английских последователей. Подводя итоги своей 30-летней практики в рамках Системы, он честно признался, что разочарован в устоявшейся форме «Четвёртого пути», которая не привела его к предполагаемым позитивным результатам. И что ЧП, к большому сожалению, видимо всё таки не представляет собой Систему, а всего лишь набор фрагментов, который так и остался с незаполненными «белыми пятнами», не позволившими ему стать Эффективной Системой саморазвития. Часть учеников восприняло его слова как «отказ от системы», хотя эмпирик Успенский имел в виду именно отказ самой Системы, по крайней мере в её канонической форме. Он призвал сторонников более тщательно пересмотреть и переосмыслить её исходно найденные «фрагменты» (базовые принципы ЧП) и продолжить искать новые.
После его смерти в октябре 1947 г. часть учеников перебралась к Гурджиеву (пережившего своего «визави» лишь на 2 года). Другая часть пошла по пути синтеза Доктрины со всевозможными другими новыми и старыми доктринами и течениями. Третьи, в поисках источников Системы поехала на Восток (на поиски новых фрагментов). Четвёртые, несмотря на предупреждения уже почившего Учителя, продолжали практиковать прежний устоявшийся канон на свой страх и риск.
В Европе, Америке (а с 1960-х и в России) расплодились группы «Четвёртого пути», так и оставшегося незаконченной Системой (с неясными целями и критериями её достижения), но отметившегося в истории нео-Мистицизма XX века как «течение Сверхусилия» (по развитию Воли) или по меткому выражению уже ушедшего в мир иной А.Подводного как концепт «просветления на грани смерти».

## Книги
- - Странная жизнь Ивана Осокина – СПб, 1915, 166 с.
  - Четвёртое измерение. Обзор теорий и попыток исследования области неизмеримого — СПб, 1909.
  - Оккультная повесть о реинкарнации. — СПб, 1910; Лондон, 1947; Париж, 1993.
  - Внутренний круг. О «последней черте» или о сверхчеловеке. (Две лекции) / П. Д. Успенский. — Санкт-Петербург: тип. Спб. т-ва печ. и изд. дела «Труд», 1913, 149 с.
  - Искания новой жизни (Что такое йога?). — СПб, «Новый Человек», 1913. 41 с. (3-е изд. 1918)
  - Символы Таро: (старинная колода карт) : философия оккультизма в рисунках и числах / П. Д. Успенский. — 2-е изд. — Петроград : Литературная книжная лавка, 1917. — 47 с. (pdf)
  - Успенский, Петр Демьянович. Разговоры с дьяволом: Оккультные рассказы / П. Д. Успенский. — Петроград: А. Н. Брянчанинова (Новое звено), 1916. — 164 с. Текст.
  - Киномодрама: (Не для кинематографа): Оккультная повесть из цикла идей «Вечного возвращения» / П. Д. Успенский. — Петроград: Брянчанинов (Новое звено), 1917. — 157 с. (Книга в РГБ)
  - Tertium Organum (Ключ к загадкам мира). — СПб, 1912; Нью-Йорк, 1920, 1922; Лондон, 1923, 1934.
  - Символы Таро. — СПб., 1912.; Нью-Йорк, 1976.
  - Новая Модель Вселенной. — Лондон, 1931; Нью-Йорк, 1934.
  - В поисках чудесного (Фрагменты неизвестного учения). — Нью-Йорк, 1949; Лондон, 1950.
- Другое:

Переводы:
- - Киплинг Д. Р. Призрачная коляска; Возвращение Имрея: [Рассказы] / Р. Киплинг; Пер. П. Д. Успенского; Под ред. И. Ясинского. — [Санкт-Петербург] : тип. Спб. т-ва «Труд», [1909]. — 62, [1] стр. — (Художественная библиотека; [№ 15])
  - Брет-Гарт Ф. Герой; [Ночь под рождество]: [Рассказы] / Перев. П. Д. Успенского; Под ред. И. Ясинского. — Санкт-Петербург: тип. Спб. т-ва «Труд», [1910?]. — 64 стр.
  - По Э. А. Избранные рассказы / Эдгар По. Дождливый июнь: Повесть / Уйда [Де ла-Рамэ, Луиза]; Пер. П. Д. Успенского Под ред. И. Ясинского. — [Санкт-Петербург] : Журн. «Пробуждение», 1912. — 64 с.
  - Уйда. Дождливый июнь. Повесть; Пер. П. Д. Успенского Под ред. И. Ясинского. — Санкт-Петербург : Труд, [1910]. — 62, [1] стр. — (Художественная библиотека; № 63)
  - Твен М. Жив ли Шекспир?; [Запоздавший паспорт] / Марк Твэн; Перев. П. Д. Успенского; Под ред. И. Ясинского. — [Санкт-Петербург] : Спб. т-во печ. и изд. дела «Труд», [19--?]. — 64 с. ; 14 см. — (Художественная библиотека ; № 51)
  - Карпентер, Эдуард (1844—1929) … Любовь и смерть: Вступительная статья П. Д. Успенского: Пер. с англ. — Петроград: Лит. книж. лавка, 1915
  - Хинтон Ч. Г. Воспитание воображения и четвёртое измерение: Пер. с англ. : С вступ. ст. П. Д. Успенского. [«Идеи Хинтона и их приложение к жизни»] / Ч. Х. Хинтон. — Петроград: М. В. Пирожков «Лит. кн. лавка», 1915. — [1], XIII, 59 с.
  - печатал статьи в оккультном журнале мартинистов «Изида» — Лондон, 1947
  - Психология возможной эволюции человека (первая часть сборника лекций Успенского)
  - Космология возможной эволюции человека (вторая часть сборника лекций)
- Посмертные издания:
  - Четвёртый путь (записи бесед в 1921—1946). — Нью-Йорк и Лондон, 1957.
  - Письма из России 1919-го года. — Нью-Йорк и Лондон, 1978.
  - Совесть. Поиск истины. — Лондон, 1979.
  - Дальнейшие записи (выдержки из бесед 1928—1945)